# Aremberg
Aremberg är en kommun och ort i Landkreis Ahrweiler i förbundslandet Rheinland-Pfalz i Tyskland. Aremberg var centrum för hertigdömet Arenberg.
Kommunen är medlem i Verbandsgemeinde Adenau, en administrativ sammanslutning som sammanför totalt 37 kommuner, inklusive kommunen. Detta partnerskap gör det möjligt för kommunerna att samarbeta kring olika lokala myndighetsfunktioner, dela resurser och samordna offentliga tjänster såsom infrastrukturunderhåll, utbildning och samhällsutveckling, samtidigt som de behåller sina individuella lokala identiteter.